# Anenchelum
Anenchelum es un género extinto de peces de la familia Trichiuridae. Fue descrito por Henri Marie Ducrotay de Blainville en 1818.

## Especies
- A. angustum Daniltshenko, 1980
- A. eocaenicum Daniltshenko, 1962
- A. glarisianum de Blainville, 1818
- A. lednevi Menner, 1949
- A. paucivertebrale Bannikov y Parin, 1995